# Семёнов, Алексей Александрович (социолог)
Алексей Александрович Семёнов (родился 8 февраля 1947 года в Александровске-на-Сахалине) — эстонский социолог и правозащитник.
В 1970 году окончил Ленинградский государственный университет как социальный психолог и социолог.
Работал в Институте конкретных социальных исследований, Институте социально-экономических проблем АН СССР, Таллинском педагогическом институте. Сопредседатель Русского демократического движения (1991—1994). Член Совета Представительной ассамблеи неэстонского населения (1992—1994). Депутат Таллинского горсобрания (1993—1997 и 2013—2017), член Круглого стола по меньшинствам при президенте ЭР (1993—2006). Член Совета ОНПЭ (1994—2005).
В 1993 году участвовал в создании Центра информации по правам человека, возглавил его попечительский совет (1993—1996), с 1997 года — его директор.